# Línea 8 (TRAM Metropolitano de Alicante)
 Parque Temático - Benidorm Centro | Tranvía de Benidorm
Esta línea dará servicio al municipio de Benidorm. Servirá para comunicar el casco urbano de Benidorm con la estación del TRAM a Alicante/Altea y el parque temático de Terra Mítica, de esta forma se reducirá muchísimo el tráfico en una ciudad que cuelga el cartel de "lleno" en los meses estivales.
Será una línea de tranvía urbano en Benidorm con dos ramales saliendo desde la futura estación del TRAM en la Estación de autobuses de Benidorm, uno que irá hasta el centro de la ciudad, pasando por el casco urbano y otro hacia los Parques temáticos.

## Datos de la línea
- Longitud: X km
- Plataforma tranviaria total: X km
- Plataforma ferroviaria total: X km , X estaciones.
- Velocidad comercial: X km/h

## Estaciones y apeaderos en obras
| Nombre de Estación/Apeadero | Municipio | Correspondencias | Servicios           |
| --------------------------- | --------- | ---------------- | ------------------- |
| Benidorm Centro             | Benidorm  |                  | Servicios adaptados |
| ----------                  | Benidorm  |                  | Servicios adaptados |
| Benidorm Intermodal         | Benidorm  |                  | Servicios adaptados |
| Benidorm                    | Benidorm  |                  | Servicios adaptados |
| Terra Mítica                | Benidorm  |                  | Servicios adaptados |
| Parque Temático             | Benidorm  |                  | Servicios adaptados |